# Walter Fries
Walter Fries, född 22 april 1894 i Gusternhain, Breitscheid, Hessen, död 6 augusti 1982 i Weilburg an der Lahn, var en tysk militär. Fries befordrades till generalmajor i juni 1943 och till general i pansartrupperna i december 1944. Han erhöll Riddarkorset av Järnkorset med eklöv och svärd.

## Bakgrund
Fries deltog i första världskriget men lämnade efter kriget krigsmakten och började tjänstgöra inom polisen. Våren 1936 återinträdde han i krigsmakten med majors grad. Samma höst fick han befälet över en infanteribataljon som hösten 1937 motoriserades. Han ledde denna bataljon under invasionen av Polen 1939 och slaget om Frankrike 1940. 
Den 15 november 1940 fick Fries befälet över ett infanteriregemente som börjat motoriseras. Han ledde regementet på den norra delen av östfronten sedan den tyska invasionen av Sovjetunionen, operation Barbarossa, inletts sommaren 1941. Regementet deltog i anfallet mot Leningrad innan det i slutet av september förflyttades söderut för att delta i slaget om Moskva. För sina insatser i anfallet erhöll Fries den 14 december riddarkorset. Han stannade på den centrala delen av östfronten, i området kring Rzjev fram till mitten av november 1942 då han placerades i befälsreserven. 
I december/januari 1943 blev Fries chef för en del av instruktörerna vid infanteriskolan i Döberitz. Den 1 mars fick han befälet över nyuppställningen av den motoriserade divisionen 29. Infanterie-Division (vars föregångare gick under i Stalingrad). Formeringen skedde i Frankrike och divisionen omorganiserades till 29. Panzer-Grenadier-Division i juni med Fries som fortsatt befälhavare.
I mitten av juli samma år sattes divisionen in på Sicilien, där allierade styrkor en vecka tidigare landstigit. I augusti tvingades tyskarna retirera från ön till det italienska fastlandet. Där ledde Fries sin division i strider mot landstigna amerikanska styrkor i närheten av Salerno. Till slut retirerade divisionen till Gustavlinjen. Den 21 januari 1944 ledde Fries sin division i ett kraftfullt och framgångsrikt motanfall mot brittiska styrkor, men nästa dag landsteg de allierade vid Anzio vilket ledde till att Fries fick order om att förflytta sin divisionen till det nya hotet. Fries erhöll den 29 januari 1944 eklöven till sitt riddarkors.  
Striderna i Italien fortsatte och sommaren 1944 nämndes Fries två gånger i Wehrmachtbericht samt förlänades den 11 augusti med svärden till sitt riddarkors. 
I slutet av augusti lämnade han sin division och placerades i befälsreserven. Den 20 september 1944 fick han nästa tjänst när han tog över XXXXVI. Panzerkorps, som stred på östfronten i området kring Warszawa. Staden utsågs till en fästning, Festung Warschau, och Fries kår fick ansvaret för försvaret. 
I samband med den sovjetiska vinteroffensiven 1945 beordrade Fries i januari på eget bevåg att kåren skulle retirera på Weichsels västra strand. Av denna anledning fråntogs han sitt befäl och i mars ställdes han inför krigsrätt, där dödsstraff yrkades. Krigsrätten fann dock anklagelserna grundlösa eftersom soldaterna var fullständigt utmattade och undernärda. De saknade såväl vapen, mat som ork att strida. Fries frikändes helt och fick inga fler befäl under kriget. 
Walter Fries var i krigsfångenskap maj 1945 – juni 1947.

## Kommenderingar
- bataljonschef vid 15. motoriserade infanteriregementet oktober 1936 – november 1940
- befälhavare för 87. motoriserade infanteriregementet november 1940  - december 1942
- befälhavare för 29. motoriserade infanteridivisionen mars – juni 1943
- befälhavare för 29. pansargrenadjärdivisionen juni 1943 – september 1944
- befälhavare för XLVI. pansarkåren september 1944 – januari 1945
- till förfogande för överbefälhavaren januari – mars 1945

## Befordringar
- Einjähriger Freiwilliger – 1 oktober 1912 (ansluten till reserven 30 september 1913. Inkallad från reserven 3 augusti 1914.)
- Vizefeldwebel der Reserve – 27 februari 1914
- Leutnant der Reserve – 19 januari 1915 (lämnade krigsmakten 3 december 1918)
- Polizei-Aspirant – 19 januari 1919
- Polizei-Leutnant – 20 september 1919
- Polizei-Oberleutnant – 19 januari 1920
- Polizei-Hauptmann – 9 april 1925
- Polizei-Major – 20 april 1934
- Major – 16 mars 1936 (fick denna grad när han återinträdde i krigsmakten)
- Oberstleutnant – 1 mars 1938
- Oberst – 1 mars 1941
- Generalmajor – 1 juni 1943
- Generalleutnant – 1 januari 1944
- General der Panzertruppe – 1 december 1944

## Utmärkelser

### Första världskriget
- Järnkorset av andra klassen
- Järnkorset av första klassen
- Hederskorset för frontsoldater

### Andra världskriget
- Järnkorset av andra klass – 24 september 1939
- Järnkorset av första klass – 9 oktober 1939
- Riddarkorset – 14 december 1941
  - Med eklöv – 29 januari 1944
  - Med svärd – 11 augusti 1944
- Tyska korset i guld – 9 oktober 1942
- Omnämnd i Wehrmachtbericht – 28 juni 1944 och 29 juli 1944